# Foc bacterià

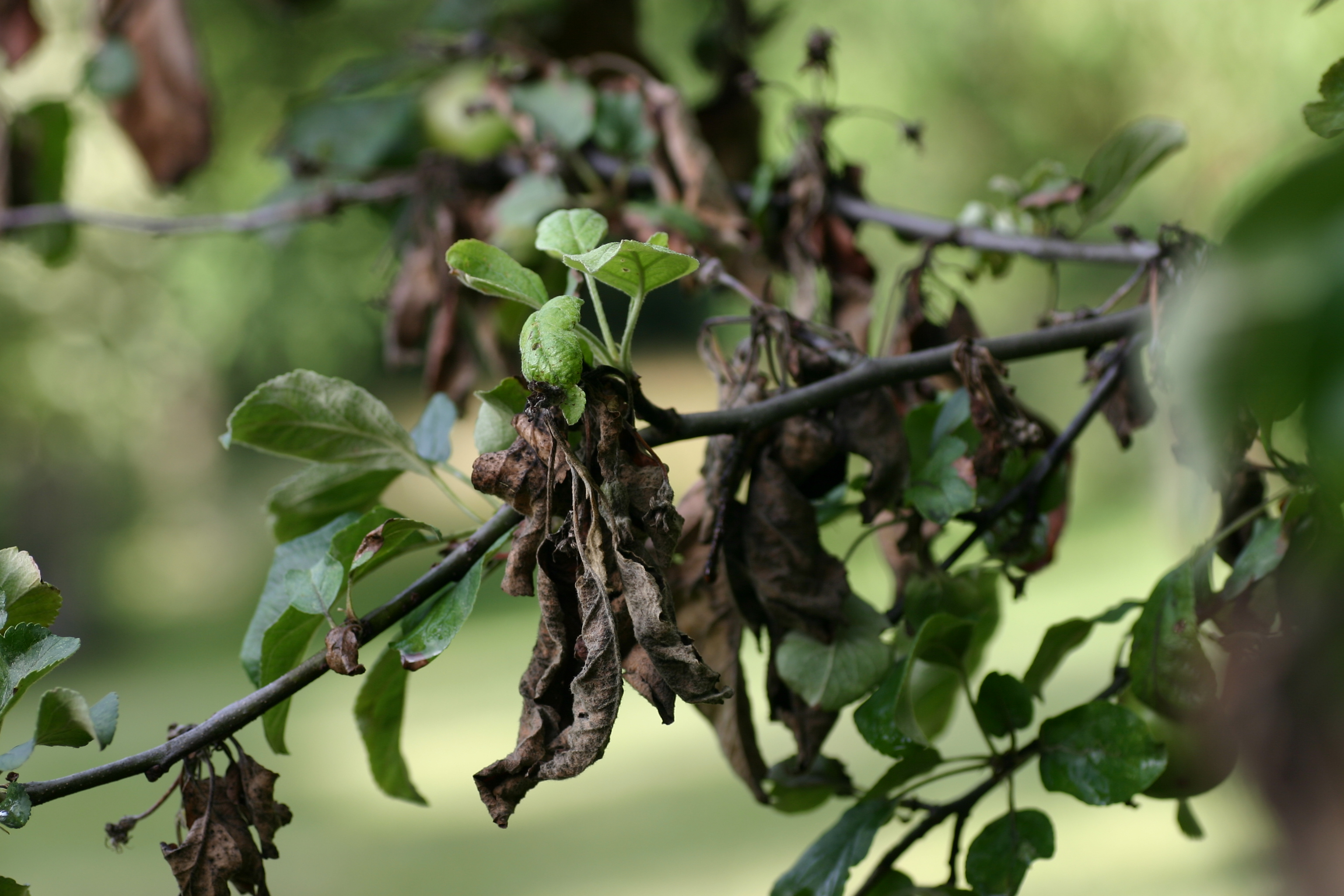
Perera afectada de foc bacterià

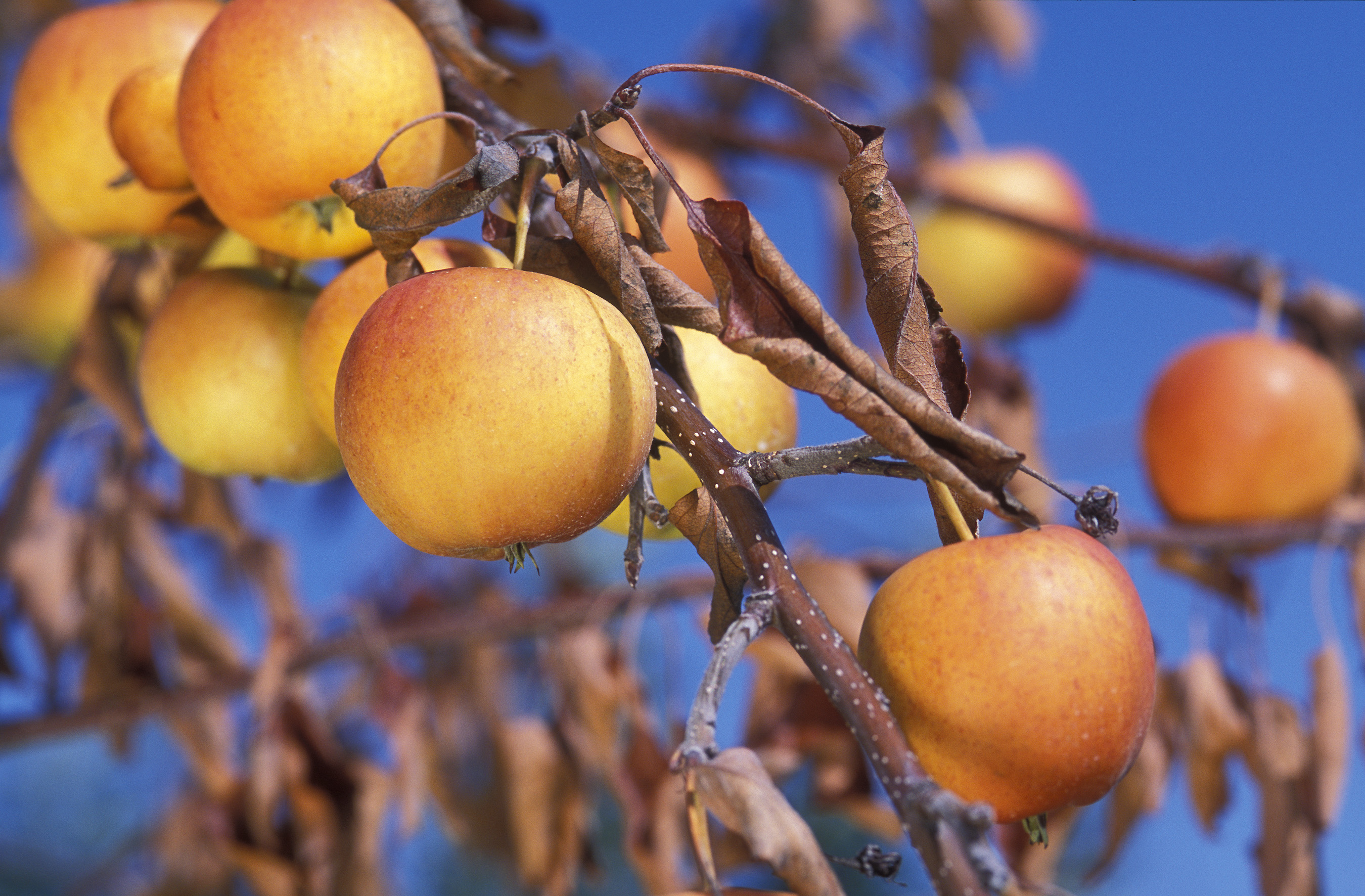
El marciment de les fulles, com les d'aquesta pomera, agafant un aspecte cremat, és un dels símptomes del foc bacterià.

El foc bacterià és una malaltia causada pel bacteri Erwinia amylovora que afecta greument plantes de la família de les rosàcies, entre les quals trobem diversos fruiters com la pomera, la perera, els nesprers i el codonyer.

## Simptomatologia
Les primeres infeccions s'acostumen a produir a la primavera, en època de floració, principalment per flors i ferides. Un cop l'arbre està infectat, les fulles i els rams florals es panseixen i ennegreixen, agafant un aspecte cremat característic que dona nom a la malaltia. Els brots tendres, a vegades, es corben i prenen forma de gaiata de pastor.
En condicions d'humitat suficient es poden trobar exsudats rics en bacteris i polisacàrids. És un símptoma típic de la malaltia, i es produeix a la superfície dels teixits infectats. És un important focus de dispersió.
En cas de forts atacs i sobre varietats molt sensibles, la malaltia pot provocar ràpidament la mort de l'arbre.

## Disseminació
En humitats elevades, s'observa l'escolament dels exsudats que agafen un color marronós. Aquesta secreció, font d'inòculs, contribueix a propagar el bacteri amb l'ajuda d'insectes, d'ocells, del vent, de la pluja i de l'home pel contacte amb les eines d'esporga o pel transport d'empelts. A causa d'això, el material vegetal que s'importa ha d'anar acompanyat del preceptiu Passaport Fitosanitari CEE.
Durant l'hivern, el bacteri sobreviu en xancres situats sobre els troncs dels arbres. Aquests xancres es reactiven a la primavera i emeten els exsudats que serviran d'inòcul primari per a futures infeccions.
De totes les possibilitats de dispersió de la malaltia, la més important és el material vegetal infectat destinat a noves plantacions.
Als Països Catalans, la presència de foc bacterià no és molt important. En canvi, en altres països d'Europa com Anglaterra (on es va detectar el primer focus europeu de la malaltia l'any 1957) i sobretot França, ha causat danys molt greus. El 1995 es va detectar el primer focus de foc bacterià a la península Ibèrica, a Guipúscoa, i l'any següent a Navarra. A Catalunya, el primer focus es va detectar en unes plantacions de fruita de Lleida.

## Tractament
El control químic de la malaltia és molt poc eficaç. Únicament és possible realitzar-lo preventivament per evitar la propagació a partir d'un primer focus. Es poden utilitzar alguns productes a base de coure, i també la Kasugamicina. També existeix la possibilitat d'utilitzar productes que indueixen resistència a la planta, com el fosetil-Al.